# Ophisurus serpens
Ophisurus serpens är en fiskart som först beskrevs av Carl von Linné 1758.  Ophisurus serpens ingår i släktet Ophisurus och familjen Ophichthidae. Inga underarter finns listade i Catalogue of Life.